# Греков, Герман Викторович
Ге́рман Гре́ков (настоящее имя — Фёдор Ви́кторович Гре́ков; род. 11 мая 1972, село Кытманово, Кытмановский район, Алтайский край) — российский драматург, актёр, театральный режиссёр
, педагог.

## Биография
Окончил Воронежский государственный институт Искусств, театральный факультет, получил специальность актёр театра и кино (курс профессора В. Бугрова) в 1997 году. Работал в Самарском академическом театре драмы им. М. Горького с 1997 по 2013 гг. артистом, режиссёром и руководителем литературно-драматургической частью. С 2014 г. по 2015 г. работал в Воронежском Камерном театре руководителем литературно-драматургической частью и артистом, также преподавал в Воронежской Академии искусств. 
Участие в лаборатории современной драматургии Урала, Сибири и Дальнего Востока (г. Омск) в 2005 году стало толчком для дальнейшей драматургической деятельности. 
С 2015 года по 2022 год — главный режиссер независимого театра современной драматургии Театр «18+» (г. Ростов-на-Дону). 
Преподает драматургию и актерское мастерство во ВГИК (Ростовский филиал), Московской школе нового кино, Московском международном университете.

## Режиссёрские работы в театре
- 2010 — «Внутренняя одиссея. Олег Генисаретский», проект «Человек.doc» — театр «Практика» и театр-клуб «Мастерская» (г. Москва)
- 2011 —  «Вентиль» (автор Герман Греков) — Самарский академический театр драмы им. М. Горького (г. Самара)
- 2012 — «Невероятные приключения Юли и Наташи» (автор Герман Греков и Ю. Муравицкий) — Самарский академический театр драмы им. М. Горького (г. Самара)
- 2013 — «Невероятные приключения Юли и Наташи» (автор Герман Греков и Ю. Муравицкий) — Театр «18+» (г. Ростов-На-Дону)
- 2014 — «Кастинг» (автор Герман Греков и Ю. Муравицкий) — Театр «18+» (г. Ростов-На-Дону)
- 2015— «Лондон» (автор М. Досько) — Театр «18+» (г. Ростов-На-Дону)
- 2016 — «Хорошая смерть» (автор Васко Раичевич) — Театр «18+», (г. Ростов-на-Дону).
- 2017 — «Акико»[4][5](автор Виктор Пелевин) — Театр «18+», Ростов-на-Дону.
- 2018 — «Хроники Макбета. Короли подъезда» (автор Михаил Волохов) — Театр «18+» (г. Ростов-на-Дону)[6].[7][8]
- 2019 — «Горница» (автор Герман Греков) — театр Центр Современной Драматургии (г. Екатеринбург)
- 2020 — «Говорит Ростов. Часть II. Мифология» — Театр «18+» (г. Ростов-На-Дону)
- 2021 — «Гамлет. Tasty Drama» (автор Герман Греков) — Театр "Линии", D30 space (г. Ростов-на-Дону)
- 2022 — «Сосед» (автор Павел Пряжко) — Театр "Линии", D30 space, Театральная студия Ханжарова (Ростов-на-Дону)
- 2022 — «Это Любовь» (автор Виктория Бабкина) — Театр «18+», D30 space, Театр «Линии» (Ростов-на-Дону)
- 2023 – «Академия смеха» (автор Коки Митани) — Театр  «Линии» (Ростов-на-Дону)
- 2024 — «Остановка» (автор Герман Греков) —  Театр  «Линии» (Ростов-на-Дону)

## Пьесы Германа Грекова
- 2006 — «Четыре желания мадам Ватто»
- 2006 — «Майзингер»
- 2007 — «Великий Сострадающий»
- 2007 — «Кастинг» (в соавторстве с Ю. Муравицким)
- 2008 — «Дурное Семя (Ханана)»
- 2009 — «Химический дом»
- 2010 — «Вентиль»
- 2011 — «Невероятные приключения Юли и Наташи» (в соавторстве с Ю. Муравицким)
- 2016 — «Горница»
- 2018 — «Светлана и старцы»
- 2019 — «Остановка»[9]

Переведены на латышский, литовский, французский, итальянский, польский, чешский языки.

## Постановки пьес
«Майзингер» — Центр современной драматургии и режиссуры А. Казанцева и М. Рощина (г. Москва) 
«Майзингер» — Рижский русский театр им. М. Чехова (Латвия)
«Лиепайский драматический театр (Латвия)
«Ханана» — Паневежский театр драмы (Литва)
«Ханана» — Тюменский театр драмы, (г. Тюмень)
«Кастинг» — Театр.doc (г. Москва)
«Кастинг» — театр «Сцена Молот» (г. Пермь)
«Вентиль» — театр «Практика» (г. Москва)
«Вентиль» — Самарский академический театр драмы им. М. Горького (г. Самара)
«Невероятные приключения Юли и Наташи» — Самарский академический театр драмы им. М. Горького (г. Самара)
«Невероятные приключения Юли и Наташи» — Молодёжный театр «Ангажемент» (г. Тюмень)
«Невероятные приключения Юли и Наташи» — Пензенский областной драматический театр им. А. В. Луначарского (г. Пенза)
«Невероятные приключения Юли и Наташи» — Театр «18+» (г. Ростов-На-Дону)
«Невероятные приключения Юли и Наташи» — Театр «Арена» (г. Острава)
«Кастинг» — Театр «18+» (г. Ростов-На-Дону)
«Невероятные приключения Юли и Наташи» — Северодвинский драматический театр (г. Северодвинск)
«Невероятные приключения Юли и Наташи» — Приморский краевой драматический театр (г. Владивосток)
«Ханана» — Театр «18+» (г. Ростов-На-Дону)
«Светлана и старцы» — театр «Содружество К. А. Р. М. А» (г. Нижний Новгород)
«Невероятные приключения Юли и Наташи» — Муниципальный драматический лицейский театр (г. Омск)
«Остановка» — АТД «Центр Современной Драматургии» (г.Омск)
«Остановка» — Театр «Старый Дом» (г. Новосибирск)
«Остановка» — Театр «Практика» (г. Москва)
«Остановка» — Театр  «Линии» (Ростов-на-Дону)

## Награды, конкурсы
- 2000 — премия жюри областного конкурса «Самарская театральная муза — 2000» за лучшую роль второго плана (роль Арлекино, спектакль «Венецианские близнецы»).
- 2006 — дипломант Всероссийского конкурса за лучшую сценарную композицию в области театрального искусства, Москва.
- 2007 — лауреат конкурса пьес лаборатории современной драматургии Урала, Сибири и Дальнего Востока, Омск.
- 2007 — лауреат специального приза жюри «За современную политическую пьесу» конкурса «Действующие лица 2007».
- 2008 — участник конкурса «Новая Драма. Лучшая пьеса 2008».
- 2008 — лауреат Всероссийского драматургического конкурса «Действующие лица 2008» (III премия).
- 2011 — спецпремия жюри областного конкурса «Самарская театральная муза — 2011» (спектакль «Вентиль».
- 2011 — лауреат IX Международного конкурса драматургов «Евразия 2011» (III премия).
- 2017 — шорт-лист конкурса новой драматургии «Ремарка» — 2017 (пьеса «Горница»).
- 2019 — спектакль по пьесе Г. Грекова «Ханана» (реж. Ю. Муравицкий) номинирован в 4-х номинациях  национальной театральной премии «Золотая Маска 2019».
- 2019 — лонг-лист  фестиваля «Золотая Маска 2019» (спектакль «Хроники Макбета. Короли подъезда», реж. Г. Греков).
- 2019 — участие в конкурсе-фестивале профессиональных театров «POST ФАКТ» (спектакль «Хроники Макбета. Короли подъезда», реж. Г. Греков) [13].
- 2022 — участие в лаборатории «АРТХАБ» МХТ им. Чехова (пьеса «Остановка»)[14]
- 2023  —  лонг-лист фестиваля «Золотая Маска 2023» (камерная опера «Это Любовь» реж. Г. Греков).